# Complexe 3-méthyl-2-oxobutanoate déshydrogénase
Le complexe 3-méthyl-2-oxobutanoate déshydrogénase est l'association de trois enzymes — une décarboxylase, une acyltransférase et une oxydo-réductase — agissant séquentiellement dans cet ordre :
| Enzyme                                                            | Abrév. | Cofacteurs                                                                  |
|                                                                   |        |                                                                             |
| 3-Méthyl-2-oxobutanoate déshydrogénase EC 1.2.4.4 : décarboxylase | E1     | Thiamine pyrophosphate (TPP)                                                |
| Dihydrolipoyl transacylase EC 2.3.1.168 : acyltransférase         | E2     | Lipoamide / dihydrolipoamide Coenzyme A (CoA-SH)                            |
| Dihydrolipoyl déshydrogénase EC 1.8.1.4 : oxydo-réductase         | E3     | Flavine adénine dinucléotide (FAD) Nicotinamide adénine dinucléotide (NAD+) |

Ce complexe enzymatique intervient dans la dégradation des acides aminés à chaîne latérale ramifiée, tels que la valine, l'isoleucine et la leucine. Il est structurellement apparenté au complexe pyruvate déshydrogénase et au complexe alpha-cétoglutarate déshydrogénase.

La réaction globale catalysée par le complexe 3-méthyl-2-oxobutanoate déshydrogénase est la suivante (en considérant les espèces ionisées) :
|              | + CoA-SH + NAD+ → NADH + H+ + CO2 + |                |
| α-Cétovaline |                                     | Isobutyryl-CoA |

Le mécanisme de cette réaction, qui fait intervenir successivement les enzymes E1, E2 et E3, chacune avec ses cofacteurs, est assez complexe, et peut être résumé par le schéma simplifié ci-dessous :

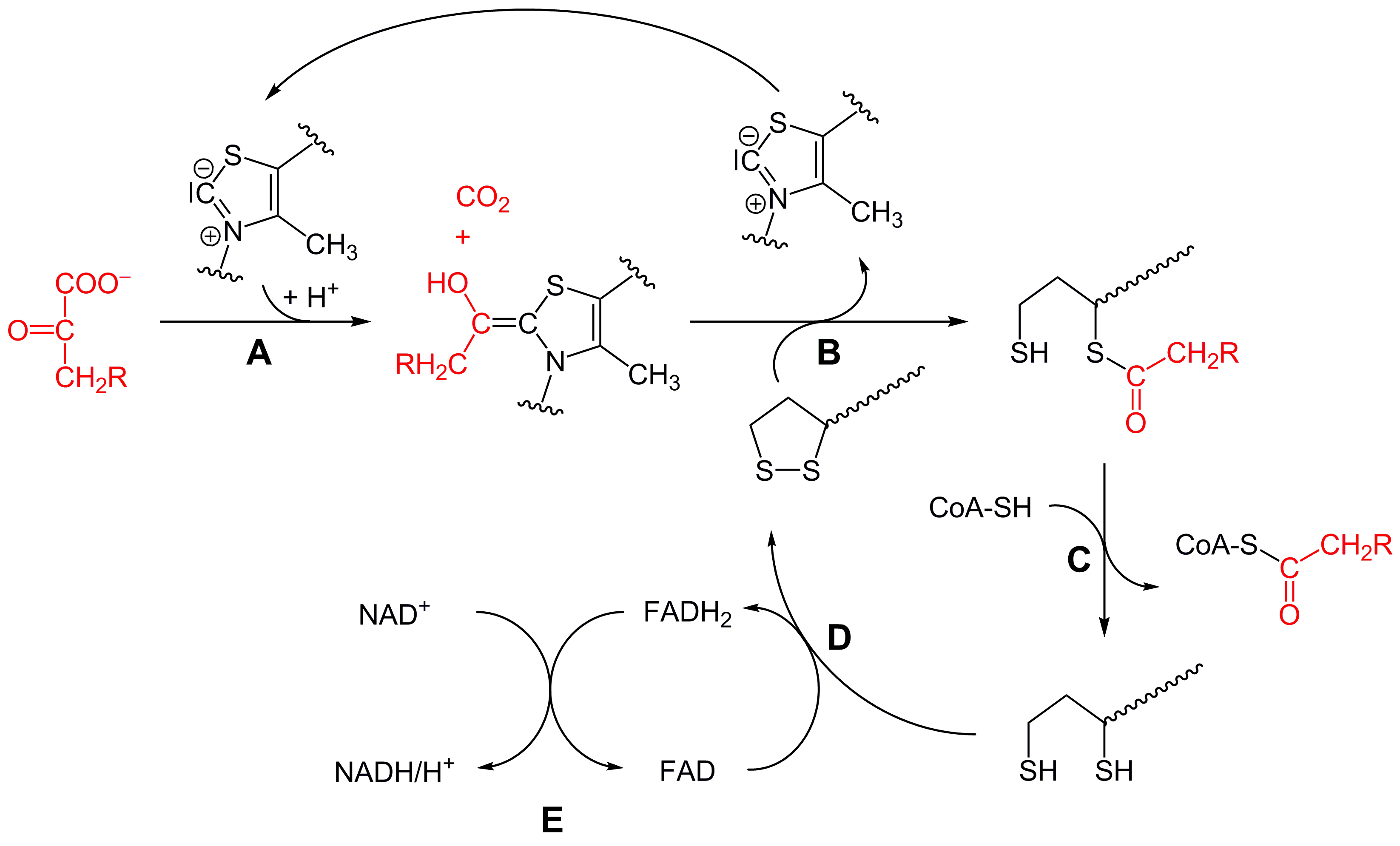
Mécanisme réactionnel du complexe 3-méthyl-2-oxobutanoate déshydrogénase (= sur ce schéma) :
- la 3-méthyl-2-oxobutanoate déshydrogénase (E1) catalyse les étapes A et B avec la thiamine pyrophosphate (TPP),
- la dihydrolipoyl transacylase (E2) catalyse l'étape C avec le lipoamide et la coenzyme A (CoA-SH),
- la dihydrolipoyl déshydrogénase (E3) catalyse les étapes D et E avec le FAD et le NAD^{+}.